# Chiesa di San Lorenzo (Ne)
La chiesa di San Lorenzo è un luogo di culto cattolico situato nella frazione di Arzeno, in via Arzeno, nel comune di Ne nella città metropolitana di Genova. La chiesa è sede della parrocchia omonima del vicariato di Sturla e Graveglia della diocesi di Chiavari.

## Storia e descrizione
Documentata a partire dal 1252, dal 1519 passò sotto la diocesi di Brugnato e dal 1594 al 1657 le fu unita la chiesa parrocchiale di Sant'Apollinare della frazione Reppia. L'edificio fu solennemente consacrato il 20 giugno del 1765 da monsignor Domenico Tatis. Passò sotto la diocesi di Chiavari nel 1959.
Dell'edificio medioevale rimane il basamento del campanile in pietra a vista, di stile romanico. La facciata è ottocentesca. L'interno, a navata unica con quattro cappelle laterali e coro esagonale (aggiunto agli inizi dell'Ottocento) subì vari interventi dalla metà del Seicento ai primissimi anni del Novecento. Sulla volta del presbiterio affresco del pittore genovese Raffaello Resio raffigurante la Gloria di san Lorenzo (anno 1900).